# Girardota
Girardota – miasto w Kolumbii, w departamencie Antioquia.